# Asesinato de Rita Ellis
Rita Irene Ellis (Stevenage, Inglaterra; 10 de octubre de 1948 - Base Halton de la RAF, 11 de noviembre de 1967) fue una joven empleada de 19 años de la Women's Royal Air Force (WRAF) que prestaba servicio en la base militar de la RAF en Halton (Inglaterra), cuando fue asesinada el 11 de noviembre de 1967. Su asesinato sigue sin resolverse después de medio siglo, a pesar de las investigaciones periódicas de casos sin resolver y de la disponibilidad de la muestra de ADN del agresor, que ha llegado a compararse con la de más de 200 sujetos.

## Historia
Ellis, que creció en Stevenage, se alistó en la WRAF el 28 de abril de 1967 y completó su formación básica en la base de Spitalgate en Grantham, en el condado de Lincolnshire. En el momento de su asesinato, Ellis trabajaba en las cocinas del departamento de catering del Princess Marys Royal Air Force Hospital en el campamento de RAF Halton en Buckinghamshire.
La noche del 11 de noviembre de 1967, Ellis iba a ser niñera para el comandante de ala Roy Watson y su esposa. Steve Tank, un aprendiz de la RAF, y su novia enfermera, Liz, acompañaron a Ellis hasta la entrada del bloque de viviendas para mujeres de la RAF a las 19:25 horas y la dejaron allí para ir a su cita. El comandante de ala Watson llegó al bloque a las 19:40 horas para recoger a Ellis, pero ella no estaba allí. 
Esperó 15 minutos antes de marcharse y volver 10 minutos más tarde con su esposa, que, según las normas de la RAF de la época, podía entrar en el bloque femenino. Ellis no estaba en el bloque. Tiempo después se informó de que la policía creía que Ellis, descrita por un conocido como "un alma bondadosa", podría haber subido al coche de los autores, ya que nunca se había encontrado con el comandante de ala Watson y podría haber sido demasiado tímida para cuestionar la identidad del conductor.
Ellis fue vista con vida por última vez a las 20 horas de ese día, pero como esa noche había dos actos públicos en el campamento (discoteca y bingo), había cientos de civiles y militares en la base.
El cuerpo de Ellis fue encontrado por un paseador de perros al día siguiente, el 12 de noviembre, en Rowborough Copse, un bosque situado en el extremo occidental del campo, por donde pasaba una vía férrea en desuso que llevaba suministros al campo. Había sido golpeada, agredida sexualmente y estrangulada con su propia ropa interior, y se había intentado ocultar su cuerpo semidesnudo bajo el follaje. La policía interrogó a un chatarrero local sobre el asesinato, pero nunca se presentaron cargos porque su perfil de ADN no coincidía.

## Caso frío
En el 40.º aniversario de la muerte de Ellis, la policía de Thames Valley puso en marcha una investigación de casos sin resolver como parte de una investigación más amplia de crímenes sin resolver que se remontan a más de 50 años. El superintendente encargado del caso hizo un llamamiento para que se presentaran testigos.
En 2012, la policía también estaba investigando un ataque a una estudiante de enfermería en Little Tring que en aquel momento se relacionó provisionalmente con la muerte de Ellis. La mujer fue violada y golpeada en la cabeza con un objeto contundente, y la policía creyó que el agresor la daba por muerta, pero milagrosamente sobrevivió. El ataque se produjo a solo tres millas (4,8 km) de donde Ellis apareció asesinada y, aunque no había vínculos definitivos, ciertas características eran muy similares.
En noviembre de 2017, la policía de Thames Valley volvió a anunciar que estaban investigando el caso. Esta vez, sin embargo, contaban con una muestra de ADN que había sido cotejada con 200 hombres, así como con la base de datos nacional de ADN. El análisis de ADN indicó que la muestra pertenecía a un varón y, aunque la familia de Ellis mantenía la esperanza, reconoció que el autor podría estar muerto, ya que se suponía que su edad oscilaba entre finales de los sesenta y principios de los ochenta años. A finales de 2020, el equipo de revisión de delitos graves de la policía de Thames Valley hizo un nuevo llamamiento para que cualquier persona que tuviera información se presentara.
En junio de 2021, para la serie de televisión In The Footsteps of Killers, el profesor David Wilson y la presentadora Emilia Fox entrevistaron a contemporáneos de Ellis y Wilson teorizó que Ellis podría haber conocido a su asesino.
Los informes, la correspondencia y las declaraciones sobre el caso están sellados en los Archivos Nacionales, pero conservados de forma centralizada por el Ministerio de Defensa en virtud de la sección 3.4 (Seguridad Nacional), con fecha de apertura prevista para el 1 de enero de 2070.